# T. C. Steele

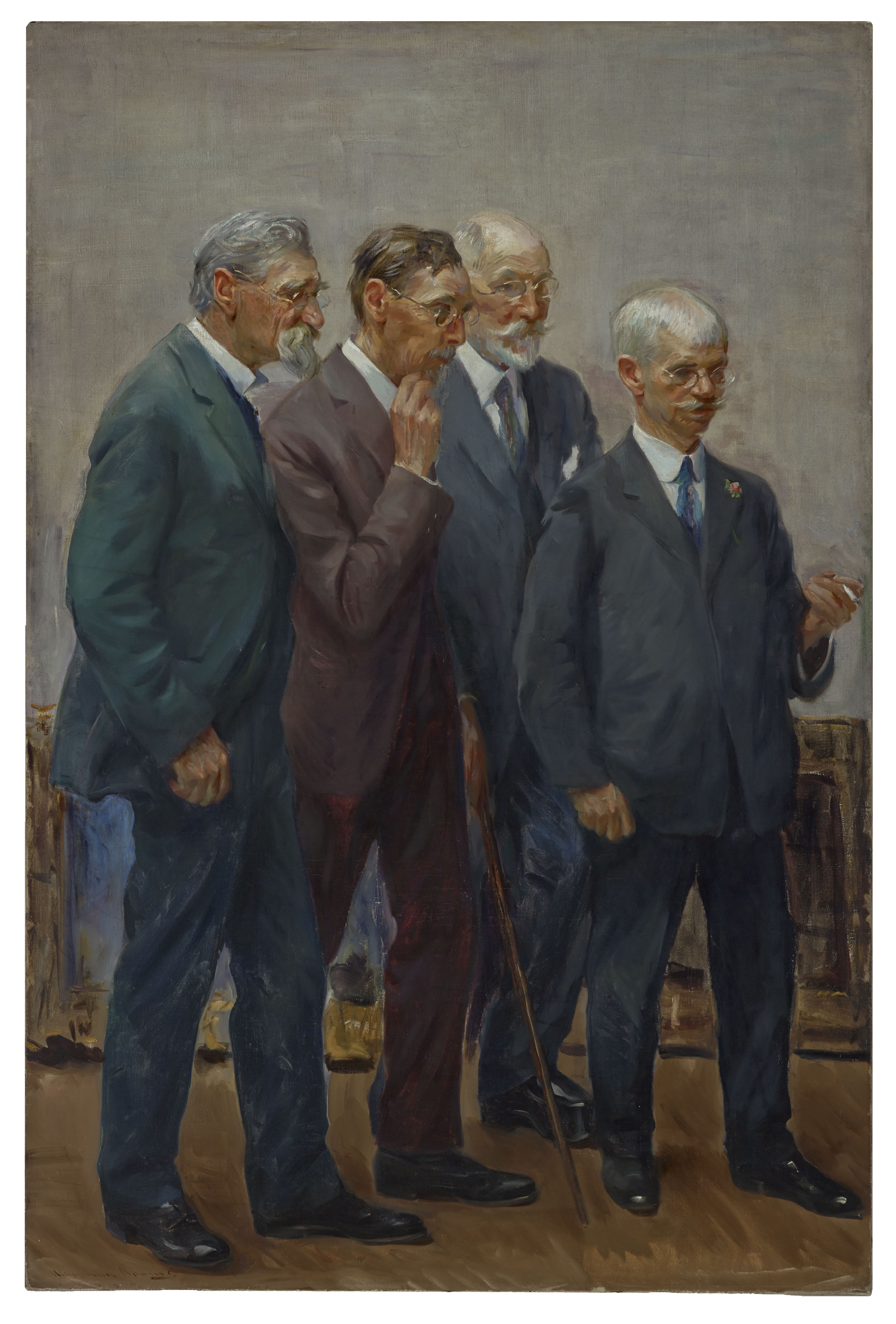
Steele representado en el extremo izquierdo de la pintura "El jurado de arte" de Wayman Elbridge Adams

Theodore Clement Steele (11 de septiembre de 1847 – 24 de julio de 1926) fue un pintor impresionista estadounidense conocido por sus magistrales paisajes de Indiana. Steele fue un innovador y líder de la pintura del Medio Oeste estadounidense y es uno de los pintores más famosos del Grupo Hoosier de Indiana. Además de la pintura, Steele contribuyó con escritos, conferencias públicas y horas de servicio comunitario en jurados de arte que seleccionaron obras para exposiciones nacionales e internacionales, sobre todo para la Exposición Universal (1900) de París, Francia, y la Exposición Conmemorativa de la Compra de Luisiana

## Infancia y educación

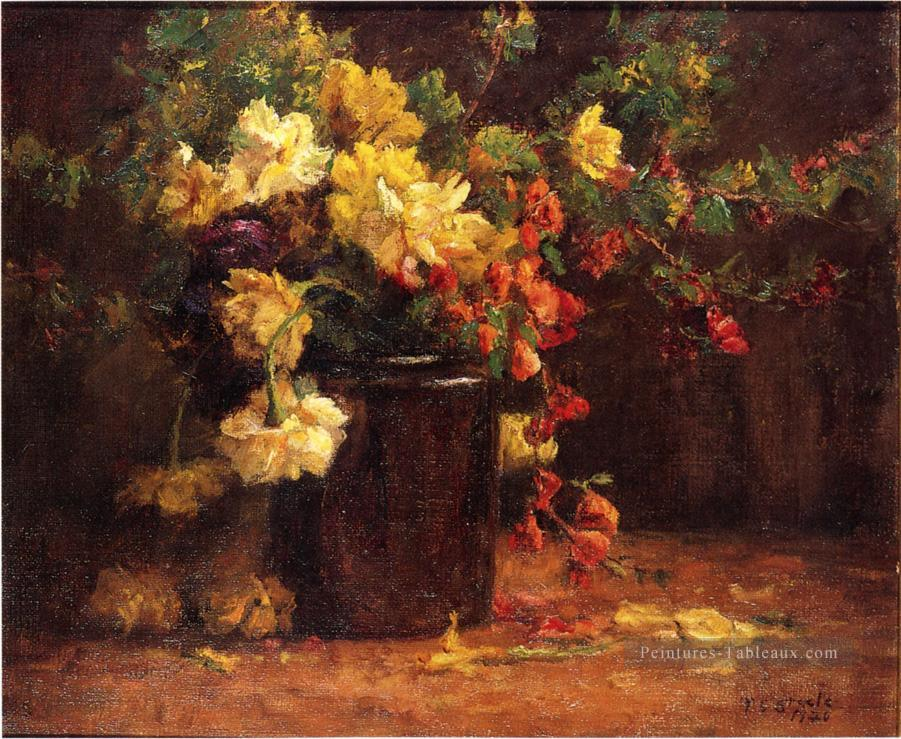
Theodore Clement Steele - June Glory

Steele nació cerca de Gosport en el condado de Owen, Indiana, el 11 de septiembre de 1847, hijo mayor de Samuel Hamilton y Harriett Newell Evans Steele. El padre de Steele era fabricante de sillas de montar y granjero. En 1852, la familia se trasladó a Waveland en el condado de Montgomery, Indiana, donde Steele desarrolló su interés por el arte y aprendió a dibujar. El hogar de la infancia de TC Steele en Waveland se incluyó en el Registro Nacional de Lugares Históricos en 2003.
Steele comenzó su formación artística formal cuando era niño en el Waveland Collegiate Institute (Waveland Academy). A los dieciséis años, continuó su formación artística en el Asbury College (ahora Universidad DePauw ) en Greencastle, Indiana. Steele también estudió brevemente en Chicago, Illinois y en Cincinnati, Ohio, antes de regresar a Indiana para pintar retratos por encargo.

## Matrimonio y familia
En 1870, Steele se casó con Mary Elizabeth (Libby) Lakin. La pareja se trasladó a Battle Creek, Míchigan, donde nació su hijo, Rembrandt, o Brandt, en 1870; su hija Margaret (Daisy) nació en 1872. Poco después del nacimiento de Daisy, la familia se trasladó a Indianápolis, Indiana. Aunque fue difícil, Steele logró mantener a su familia pintando retratos por encargo y letreros comerciales. Además, Steele tuvo exposiciones públicas ocasionales de su trabajo, como la Primera Exposición Trimestral de la Asociación de Arte de Indiana en la Escuela de Arte de Indiana el 7 de mayo de 1878, con sus compañeros artistas de Hoosier Jacob Cox (1810-1892), William Forsyth (1854– 1935), Charles Joseph Fiscus (1861-1884) y otros. Otro hijo, Shirley, nació en Indianápolis en 1879. Su esposa Libby, que sufría de artritis reumatoide crónica y tuberculosis, murió en 1899. Daisy Steele se casó con Gustave Neubacher de Indianápolis en 1905.
Steele se casó con Selma Laura Neubacher, profesora de arte de Indianápolis y hermana mayor de Gustave, el 9 de agosto de 1907 en Indianápolis. Los recién casados se trasladaron de inmediato a una casa de cuatro habitaciones recién construida, a la que llamaron House of the Singing Winds, con más de 69 hectáreas de terreno en la cima de una colina en el condado de Brown, Indiana . En 1910, Steele compró el terreno contiguo de 40 acres como una adición a su terreno original de 171 acres, elevando la superficie total a 85 hectáreas. TC y Selma, que era veinticinco años menor que Steele, no tuvieron hijos juntos. Ella murió el 28 de agosto de 1945.

## Carrera

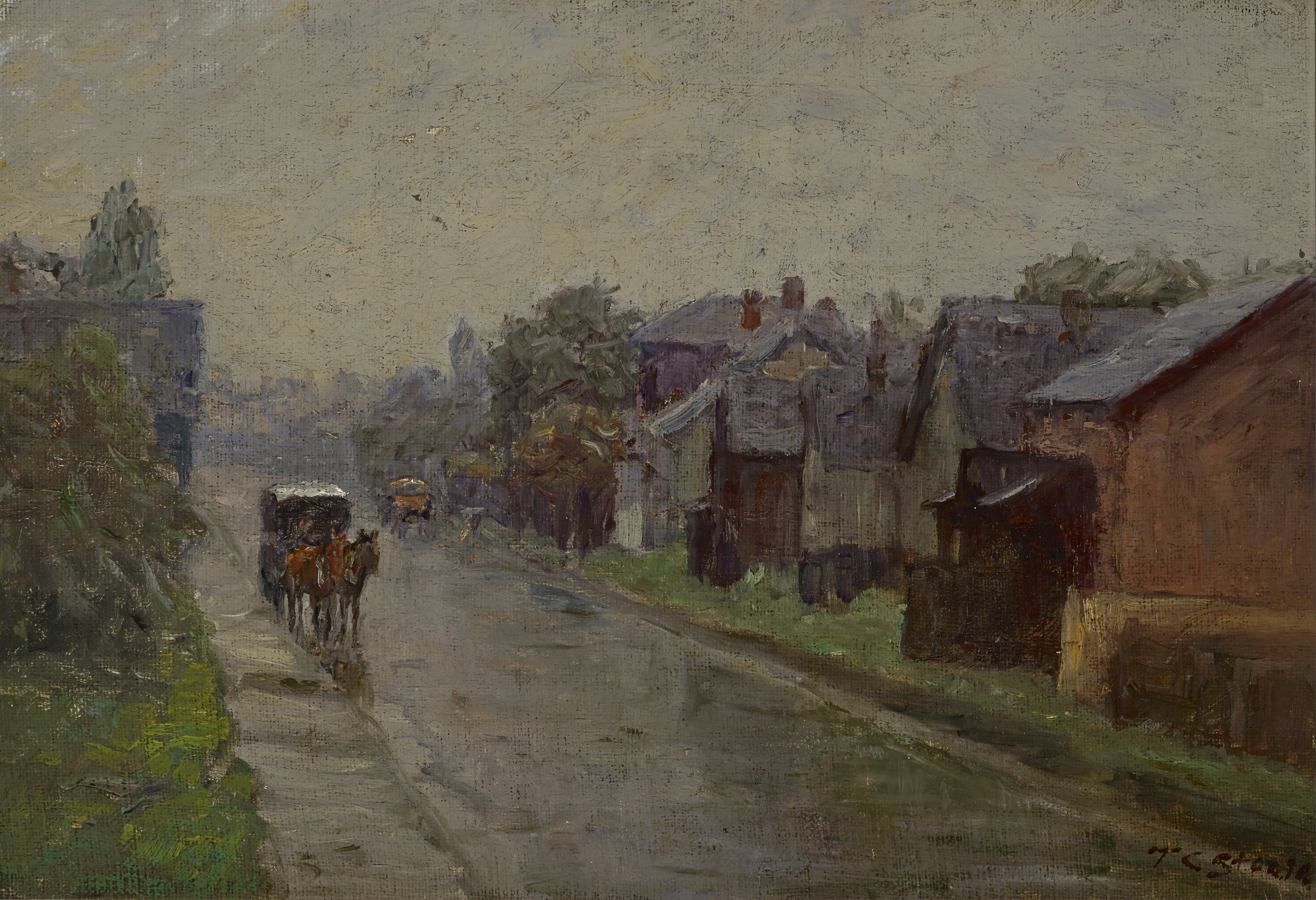
Theodore Clement Steele - Indiana Road - Indianapolis Museum of Art

(1904) en San Luis, Misuri. También participó en la organización de asociaciones de arte pioneras, como la Sociedad de Artistas del Oeste.

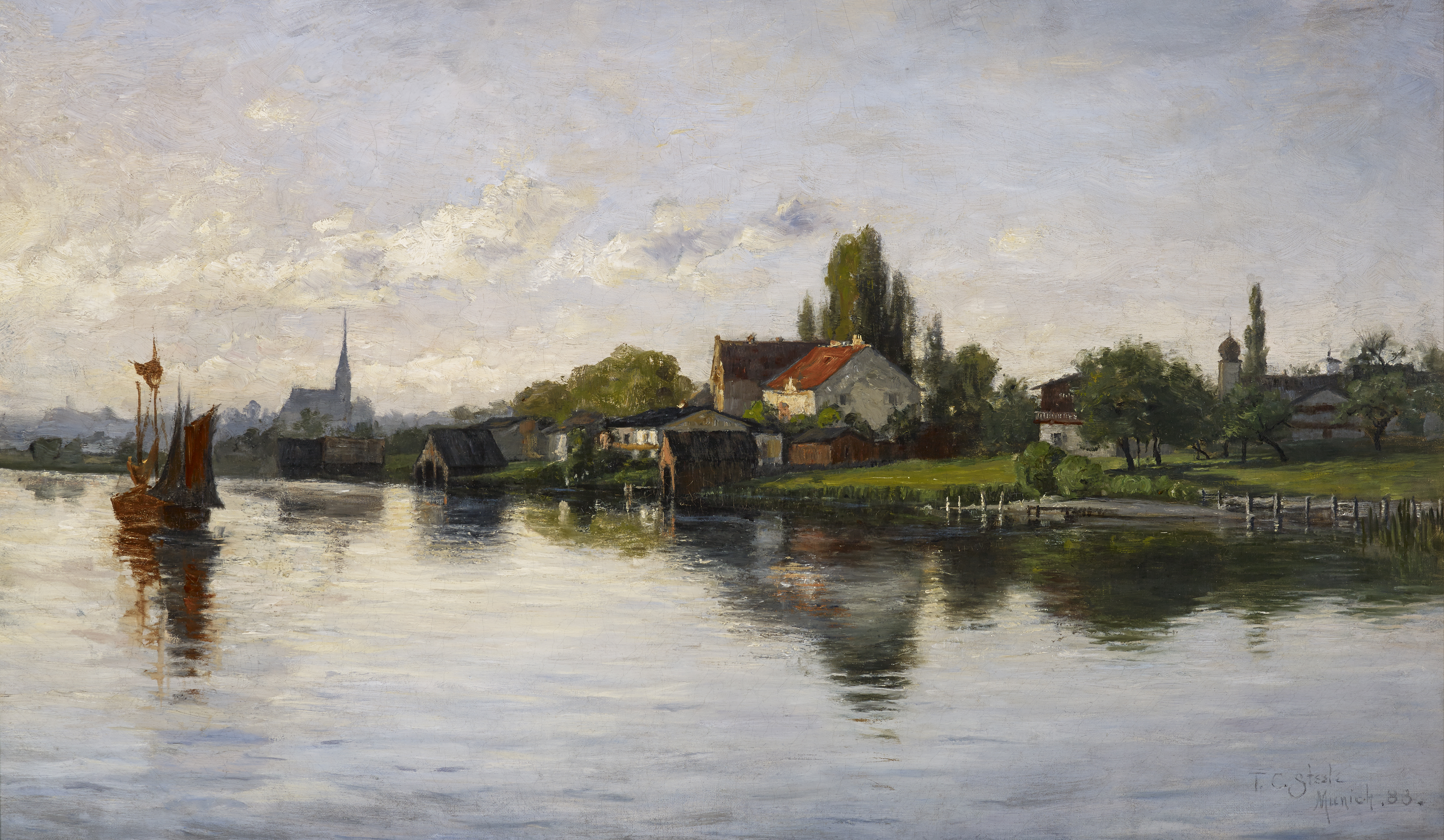
Theodore Clement Steele - Village of Schliersee, Highlands - 1883 - Indianapolis Museum of Art

### Múnich, Alemania
Para ayudar a Steele a tener formación artística adicional en Europa, su amigo y mecenas, Herman Lieber, hizo arreglos para proporcionar apoyo financiero a la familia para que Steele pudiera estudiar en la Academia de Bellas Artes de Múnich. A cambio de futuras pinturas de Steele, trece mecenas prometieron 100 dólares cada uno para apoyar los estudios de Steele. En 1880, la familia Steele navegó hacia Europa con sus compañeros del grupo de Hoosiers J. Ottis Adams, Carrie Wolf, August Metzner y Samuel Richards. Dos años más tarde se unió al grupo otro artista de Hoosier William Forsyth. Además de formarse en la Real Academia bajo la instrucción de los artistas Gyula Benczúr y Ludwig Löfftz, Steele pasó horas estudiando pinturas de los Viejos Maestros en la galería Alte Pinakothek de Múnich. También pintó en el campo con su familia y otros artistas, incluido el paisajista de Boston J. Frank Currier. Steele disfrutó de la pintura al aire libre, lo que se refleja en muchos de sus paisajes. A petición de Steele, sus patrocinadores extendieron su apoyo financiero para que pudiera continuar sus estudios en Múnich dos años más. Steele también usó los fondos obtenidos de pintar copias de los Maestros Antiguos para pagar varios meses adicionales antes de que la familia regresara a Indiana en 1885.

### De vuelta en Indiana

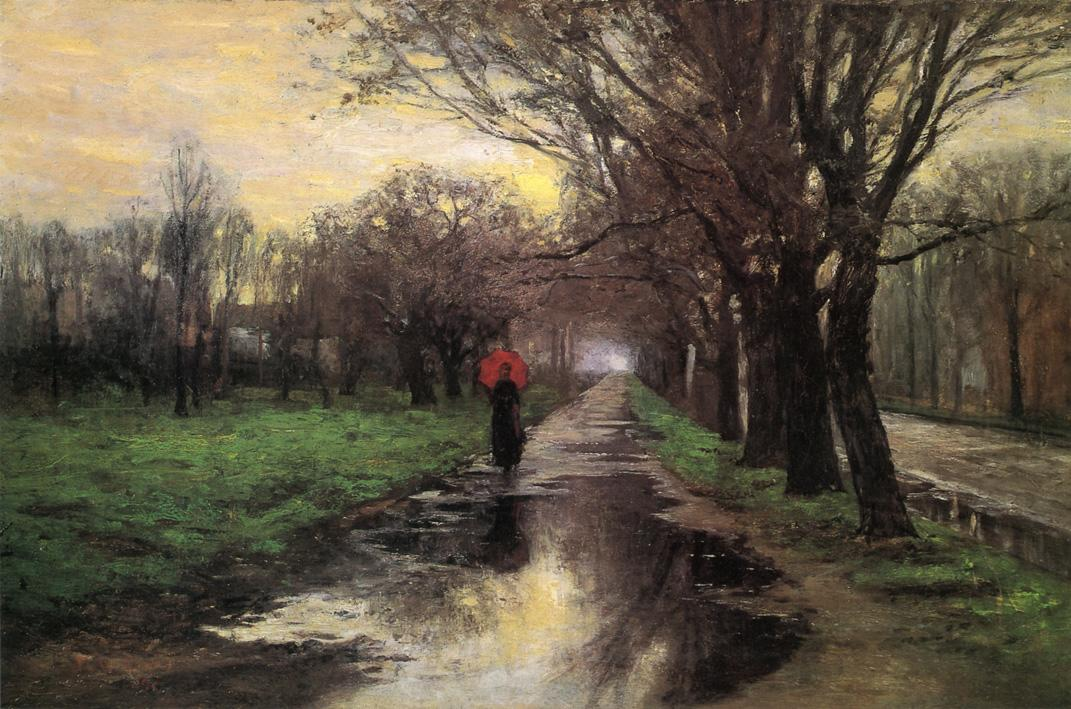
Steele Theodore Clement - Meridian Street Thawing Weather - 1887

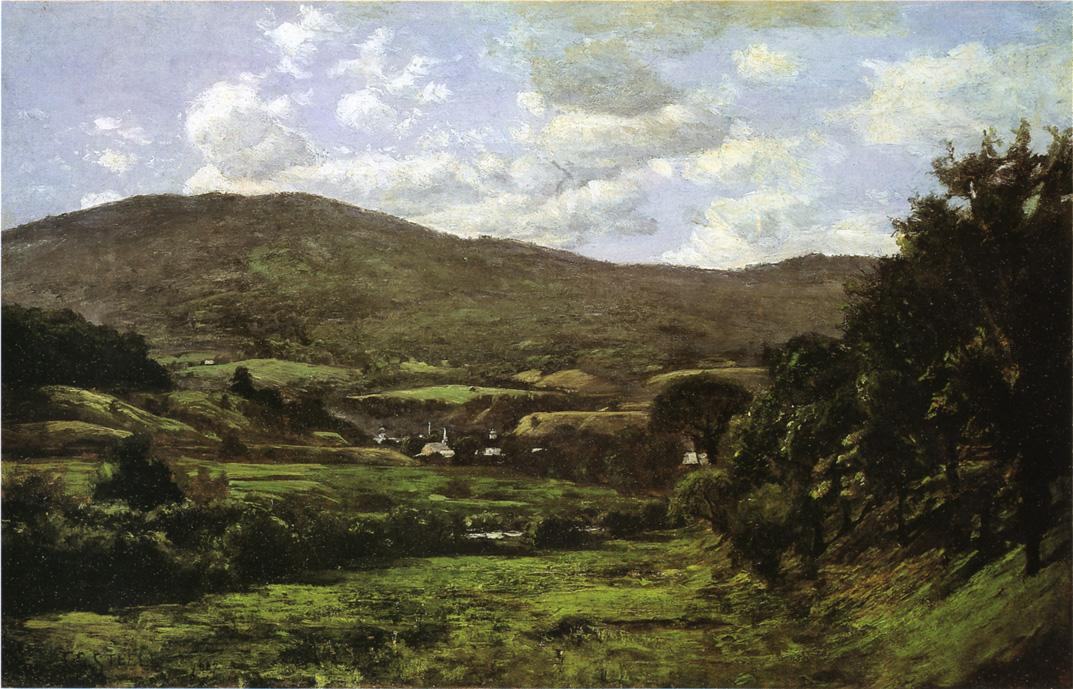
Steele Theodore Clement Okemo Mountain Ludlow Vermont - 1887

A su regreso a Indianápolis, la familia Steele alquiló la mansión Tinker (Talbott Place) entre las calles Dieciséis y Pensilvania. Steele tenía un estudio en el centro de la ciudad, donde podía pintar y exponer su trabajo mientras se ganaba la vida principalmente como retratista y profesor de arte. Alrededor de 1886, Steele hizo construir un estudio en la mansión Tinker, y la casa, que ya era un hito en Indianápolis, se convirtió en un centro para la comunidad artística local.
Los cuadros de Steele mostraron un notable cambio de estilo después de su regreso de Múnich. Las pinturas de Steele en Múnich tenían colores oscuros y monótonos y altos contrastes, pero su obra en Indiana cambió gradualmente hacia una paleta de colores más brillante y vívida. Steele estaba especialmente interesado en capturar la belleza de la naturaleza a través de las expresiones de luz y color. Sus pinturas incluían escenas tanto urbanas como rurales y representaban los cambios de estación, así como condiciones climáticas de nieve, lluvia y sol. Las obras de Steele muestran una "simpatía" y "comprensión técnica de sus temas" con una "comprensión de los aspectos majestuosos de la naturaleza" con "mucho sentimiento por la influencia de la luz y la atmósfera".
Además de las exposiciones locales, el arte de Steele apareció fuera de Indiana, incluida la Octava Exposición Anual de la prestigiosa Sociedad de Artistas Estadounidenses en el Museo Metropolitano de Arte de Nueva York en 1886. Durante los meses de verano, Steele llevaba a su familia al campo, donde pintó paisajes rurales. El río Muscatatuck cerca de Vernon, Indiana, era su lugar favorito. Su colega paisajista Forsyth le acompañó con frecuencia en estas expediciones. Steele también pintó en Vermont y en Tennessee, donde había llevado a su primera esposa, Libby, con la esperanza de mejorar su salud.
La década de 1890 fue un punto de inflexión en la carrera de Steele. En 1890, Steele publicó The Steele Portfolio, que contenía veinticinco grabados en fotograbado de sus pinturas, incluido The Boatman, su obra de estudiante premiado en Múnich. En 1891, Forsyth se unió a Steele como profesor en la Escuela de Arte de Indiana, que Steele estableció en 1889. Steele continuó enseñando allí hasta 1895, antes de volver a pintar a tiempo completo. En noviembre de 1894, la Asociación de Arte de Indianápolis patrocinó la Exposición de obras de verano de Steele, Forsyth, Richard B. Gruelle y Otto Stark. La exposición impresionó tanto al crítico de arte y novelista Hamlin Garland que hizo arreglos para que la exposición se mostrara en Chicago. Patrocinada por la Asociación de Arte Central, la exposición de Indiana, llamada Five Hoosier Painters, se amplió para incluir pinturas de Adams. A esta exposición de Chicago se le atribuye el lanzamiento de las carreras de los pintores del Grupo Hoosier de Indiana.
A lo largo de la década de 1890, Steele pintó paisajes durante los meses cálidos y regresó a su estudio de invierno para pintar retratos, que seguían siendo su principal fuente de ingresos. Además, Steele exhibía activamente su trabajo, daba conferencias y ayudó a organizar la Sociedad de Artistas del Oeste, cuya exposición anual atrajo la atención nacional. Steele también se convirtió en el presidente de la organización.

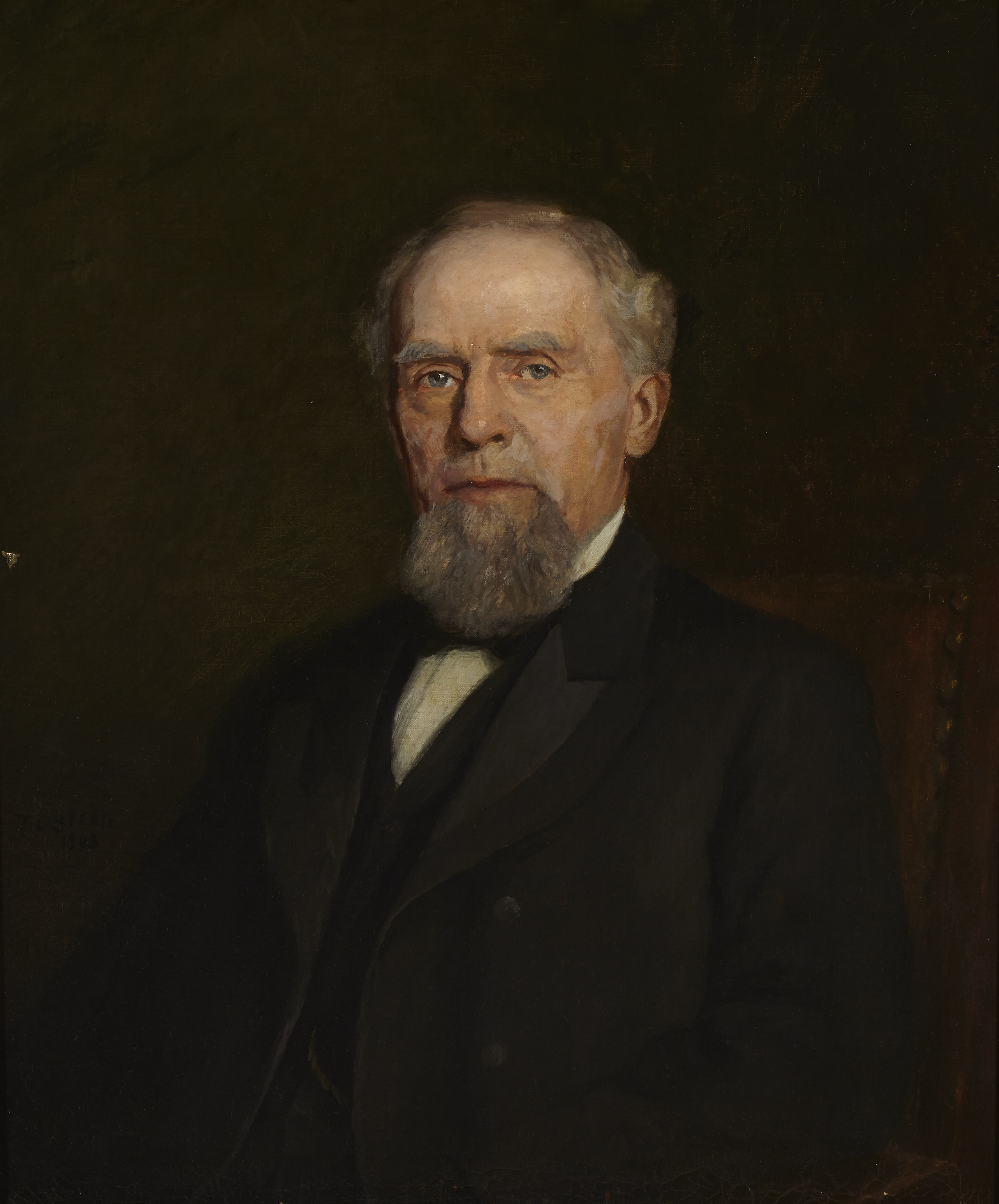
Theodore Clement Steele - Portrait of William J. Holliday - 1903 - Indianapolis Museum of Art

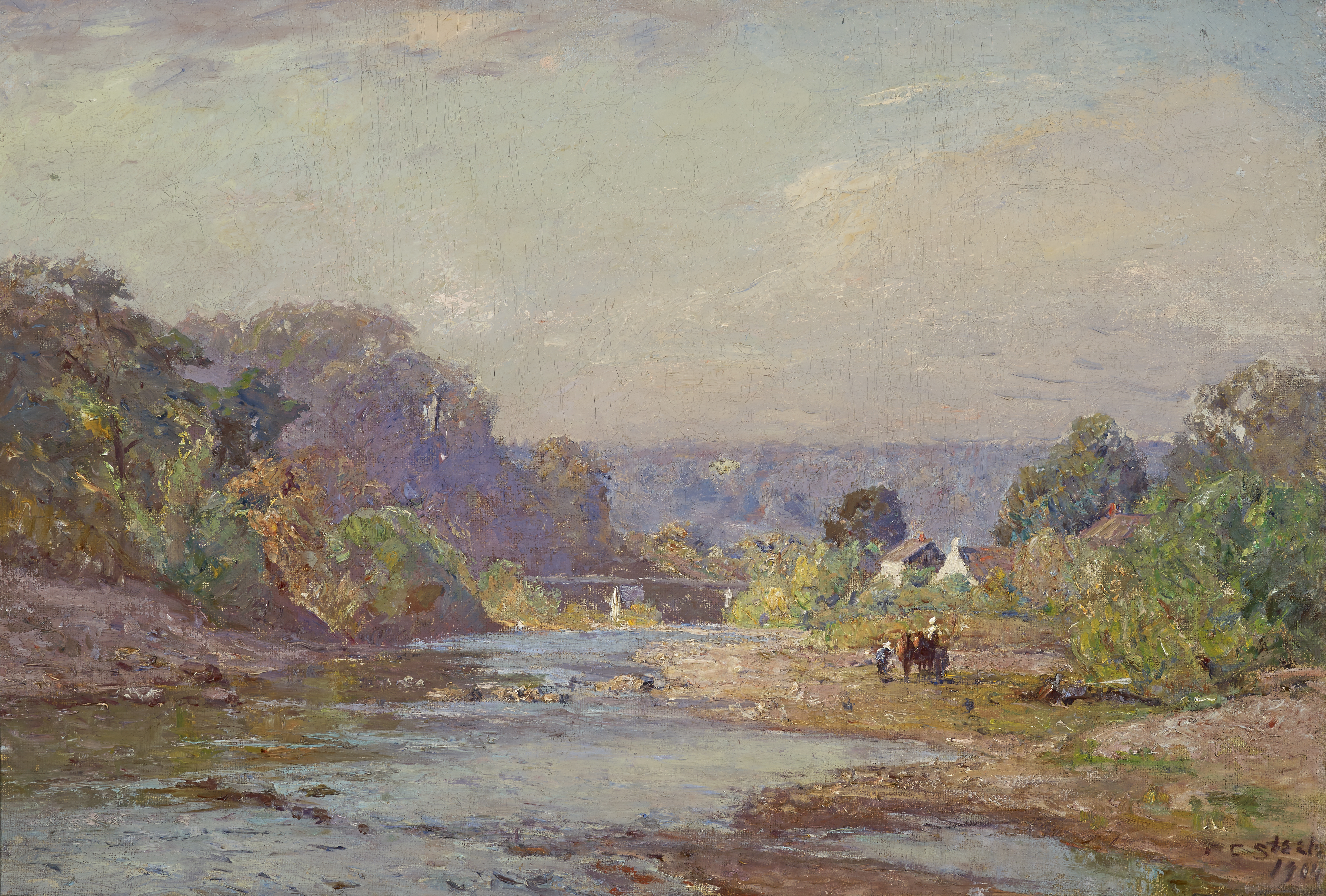
Theodore Clement Steele - Brookville Landscape - 1904 - Indianapolis Museum of Art

Steele pintaba al aire libre cerca de Vernon, luego se trasladó a Bloomington en el condado de Monroe, Indiana, y Metamora en el condado de Franklin, Indiana, donde realizó algunos de sus mejores obras. El área alrededor de Metamora fue fundamental en el desarrollo de la pintura de paisajes de los Hoosier, ya que sus compañeros pintores de paisajes Adams, Forsyth, Stark y otros se unieron a Steele mientras pintaba al aire libre. En 1898, Steele y Adams compraron una casa en Brookville, Indiana, ocho millas al este de Metamora, para poder estar más cerca de la belleza escénica de la zona. Llamada The Hermitage, la casa era tranquila, aislada y proporcionaba un lugar donde los artistas podían trabajar sin interrupción. En 1899, Steele se convirtió en miembro del jurado que seleccionó las pinturas estadounidenses para su inclusión en la Exposición Universal de París en 1900, una feria mundial que se esperaba que atrajera a millones de visitantes. Lamentablemente, la esposa de Steele, Libby, murió a la edad de cuarenta y nueve años en noviembre de 1899.
El nuevo siglo marcó una serie de cambios en la vida de Steele. En 1900 recibió una Maestría honoraria en Artes del Wabash College en Crawfordsville, Indiana. Ese mismo año, la Asociación de Arte de Indianápolis recibió una gran donación de John Herron para establecer un museo y una escuela de arte en la ciudad. La asociación seleccionó la mansión Tinker, la casa de Steele en Indianápolis, y compró la propiedad a su arrendador. El estudio de arte de Steele se convirtió en la primera Escuela de Arte de Herron. Steele arrendó otra casa en East Saint Clair Street en Indianápolis. Las comisiones de retratos siguieron siendo una fuente importante de ingresos para Steele y sus representados incluyeron al poeta James Whitcomb Riley, los retratos oficiales de varios gobernadores de Indiana, al presidente Benjamin Harrison y otros residentes en Indiana.

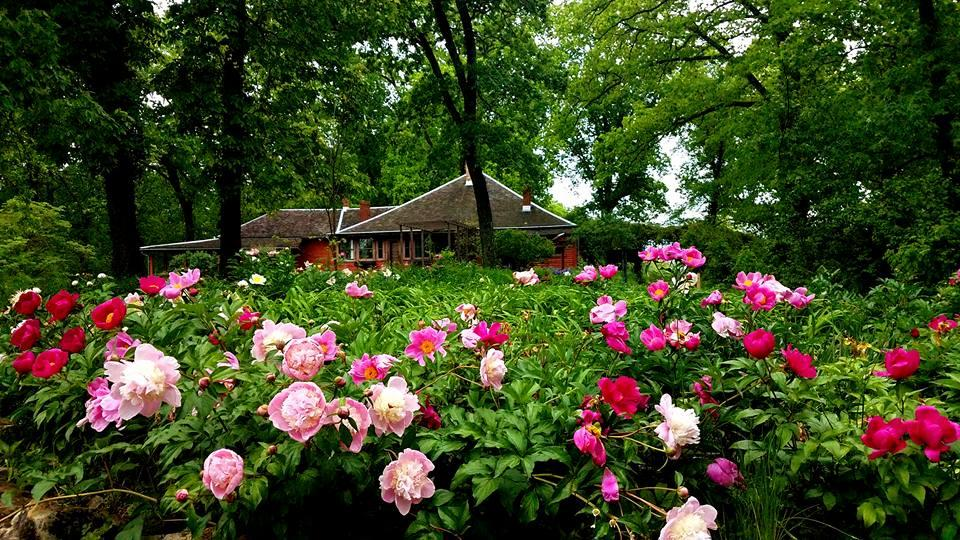
Casa y estudio de TC Steele

En 1902, Steele y su hija, Daisy, viajaron a la costa oeste para visitar a su familia en Oregón y en Redlands, California. El viaje a través del condado inspiró a Steele a pintar más de una docena de obras de arte excepcionales. Incorporó varias de sus pinturas de la costa oeste en la Sexta Exposición Anual de la Sociedad de Artistas del Oeste, que fue bien recibida por los críticos de arte. Un año después, Steele fue invitado a ser miembro del jurado en el comité de selección de la Exposición Conmemorativa de la Compra de Luisiana, la feria mundial de 1904 en Saint Louis. Se seleccionaron cuatro de las pinturas de Steele para la exposición y se mostraron cinco pinturas adicionales en el pabellón de Indiana. En su hogar en Indianápolis, Steele se involucró activamente en los planes para el nuevo museo de la Asociación de Arte, sirviendo como presidente del comité de adquisiciones. La casa Tinker fue demolida en 1905 para hacer espacio para el Instituto de Arte Herron. En 1906, Steele vendió su participación en The Hermitage en Brookville a Adams y regresó a Indianápolis, donde permaneció activo en la comunidad artística.

### Casa y estudio de T.C. Steele. Condado de Brown, Indiana

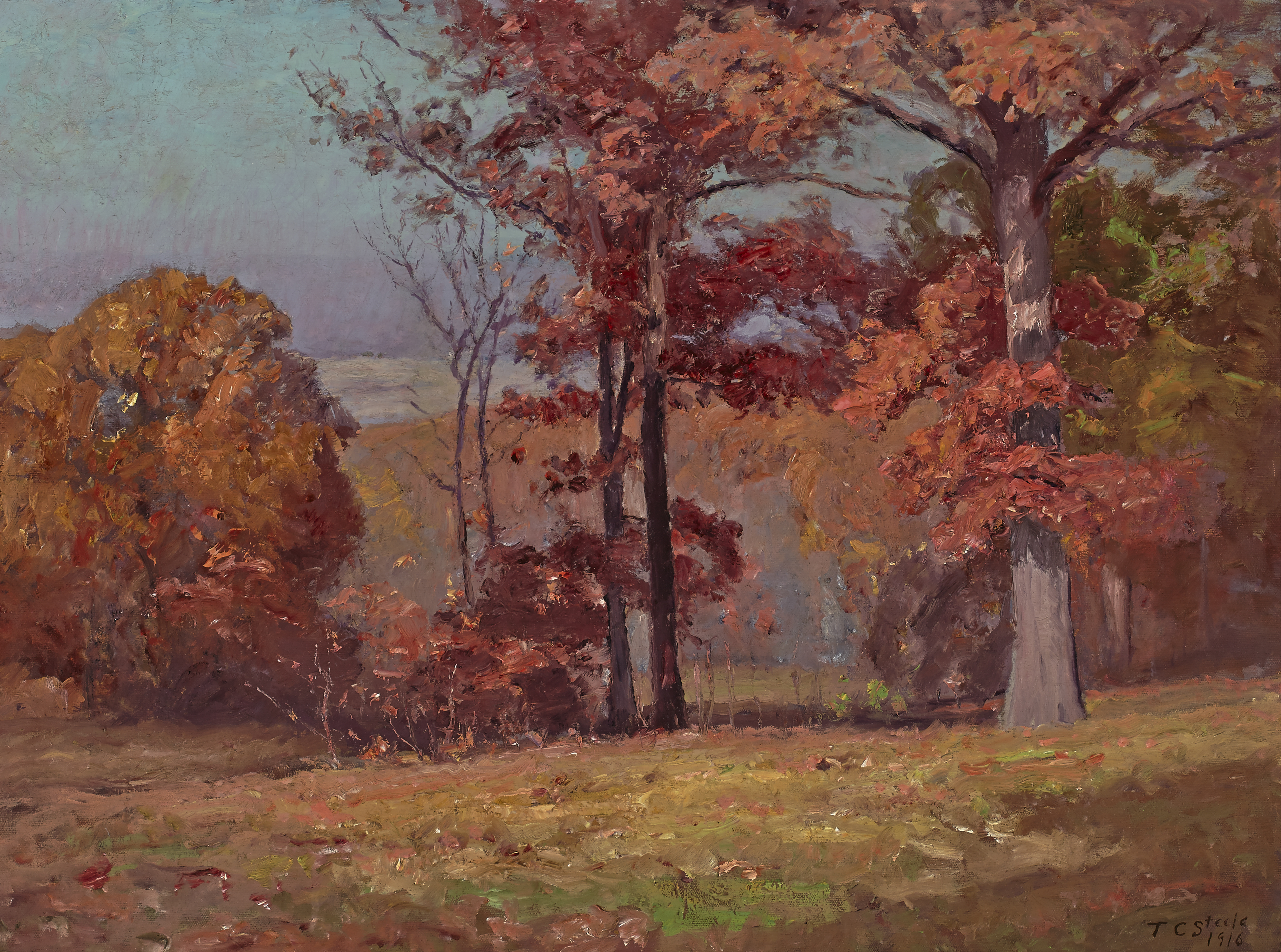
Theodore Clement Steele - When the Oaks are Red (Brookville Landscape) - 1916 - Indianapolis Museum of Art

Mientras Steele exploraba nuevos lugares para pintar, descubrió un área aislada del condado de Brown, Indiana, donde construyó una casa-estudio en la cima de una colina en un terreno de 24 hectáreas, a una milla y media al sur de Belmont, entre Bloomington y Nashville, Indiana. Steele se trasladó a la nueva residencia de verano con su segunda esposa, Selma, en agosto de 1907. Inspirados por la brisa que soplaba a través de los porches de la cabaña, la llamaron la Casa de los Vientos Cantores. La tierra, aunque no era apta para fines agrícolas, proporcionó a Steele "hermosos bosques, colinas y valles pintorescos".
Lentamente, con el tiempo, los Steele desarrollaron su propiedad en el condado de Brown, adquirieron acres adicionales para aumentarla a un total de 85 hectáreas de tierra y realizaron más mejoras para incluir una casa ampliada y rodearla con hermosos jardines, un granero estudio-galería de tamaño mediano y varias otras dependencias. La pareja la convirtió en su residencia durante todo el año en 1912.
Poco antes de la muerte de Selma en 1945, esta donó la propiedad al Departamento de Conservación de Indiana (el actual Departamento de Recursos Naturales de Indiana) para establecer un sitio histórico estatal en memoria de su esposo. La propiedad se incluyó en el Registro Nacional de Lugares Históricos en 1973 como Theodore Clement Steele House and Studio. El Departamento de Recursos Naturales de Indiana operó el Sitio Histórico Estatal TC Steele hasta que la entidad de Museos y Sitios Históricos del Estado de Indiana se hizo cargo de la administración del sitio. El sitio está abierto al público y ofrece visitas guiadas de la casa y el estudio.
Steele tenía un estudio en Indianápolis, pero su casa en el condado rural de Brown atraía cada vez más a visitantes y otros artistas a la zona. A pesar de su ubicación remota, los visitantes acudían por curiosidad a ver la belleza escénica que rodeaba la casa del pintor. La presencia de Steele en el condado de Brown, junto con otros artistas residentes a tiempo completo como Will Vawter, Gustave Baumann, Dale Bessire y otros, ayudó a atraer a los recién llegados a la creciente colonia de arte del condado de Brown.
La reputación de Steele en el mundo del arte siguió aumentando. En 1913 fue elegido artista asociado de la Academia Nacional de Diseño de Nueva York, lo que confirma la posición de Steele como el artista de Hoosier más famoso de su tiempo. Tres de sus pinturas fueron aceptadas en la prestigiosa Exposición Internacional Panamá-Pacífico en San Francisco, California, en 1915.

### Últimos años

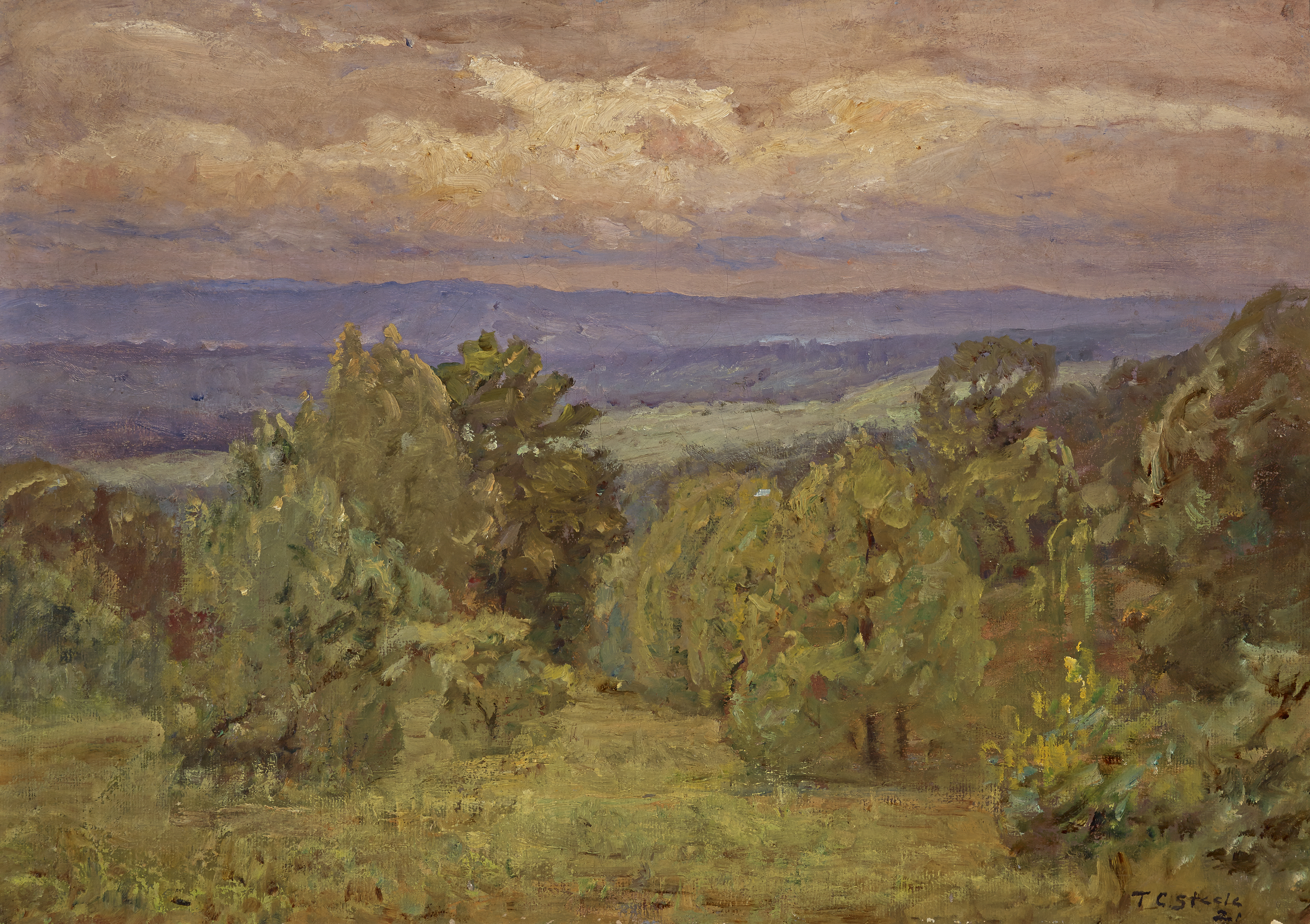
Theodore Clement Steele - Storm Clouds - 1921 - Indianapolis Museum of Art

En 1922 Steele aceptó el nombramiento como el primer artista residente de la Universidad de Indiana. Steele y su esposa, Selma, alquilaron una casa en Bloomington, Indiana, durante los meses de invierno, pero regresaron a su hogar en el condado de Brown cada verano. En el campus, Steele tenía un estudio en el último piso de la Biblioteca de la Universidad (ahora Franklin Hall), donde él y su esposa recibían a los visitantes y los estudiantes podían verlo pintar.
Steele continuó exponiendo su arte, incluida una importante exposición llamada Hoosier Salon, celebrada en Chicago y organizada por The Daughters of Indiana. También mantuvo un nutrido programa de conferencias.

## Muerte y legado
En diciembre de 1925, Steele sufrió un infarto. Aunque se recuperó y continuó pintando, enfermó en el siguiente mes de junio y murió en su casa en el condado de Brown el 24 de julio de 1926. Sus cenizas fueron enterradas en una ladera que estaba reservada para un cementerio familiar (el Cementerio Conmemorativo TC Steele) en la propiedad de los Steele cerca de Belmont en el condado de Brown, Indiana.
El trabajo de Steele ha aparecido en varias prestigiosas exposiciones, incluida la Exposición Colombina Mundial (1893) en Chicago, Illinois; la exposición Five Hoosier Painters (1894) en Chicago; la Exposición Internacional de Bellas Artes (1910) en Buenos Aires, Argentina y Santiago, Chile; y en la Exposición Internacional Panamá-Pacífico (1915) en San Francisco, California.
La obra de Steele es muy apreciada por los museos y los coleccionistas. Sus pinturas en colecciones públicas incluyen las del Haan Mansion Museum of Indiana Art, el Museo del Estado de Indiana, el Museo de Arte de Indianápolis, el Museo de Arte del Condado de Los Ángeles y el Museo de Arte de la Universidad de Indiana en Bloomington, Indiana, entre otros.
Las contribuciones de Steele fueron reconocidas con títulos honorarios del Wabash College en 1900 y de la Universidad de Indiana en 1916. Además, Steele fue elegido miembro asociado de la Academia Nacional de Diseño de Nueva York en 1913.

## Honores
- Steele recibió un doctorado honorario de la Universidad de Indiana en 1916.[53]
- La Oficina Histórica y de la Biblioteca del Estado de Indiana ha erigido dos hitos históricos para honrar las contribuciones de Steele.
  - Un hito, instalado en 1992, honra al artista, junto con su hogar y estudio en el condado de Brown, Indiana.[54]
  - El segundo hito, instalado en 2015, honra las contribuciones de Steele y su antigua residencia en Indianápolis, que se convirtió en el sitio del Instituto de Arte John Herron.[55]
- En 2016, como parte de la celebración del bicentenario de Indiana, la Sociedad Histórica de Indiana presentó "Impresiones de Indiana: el arte de T.C. Steele" como tributo al pintor de Hoosier, a quien los expertos en arte consideran el paisajista más conocido del estado. La exposición en Indianápolis incluyó cuarenta y tres de sus pinturas de colecciones privadas.[56]

## Obras seleccionadas

### Paisajes y retratos destacados
- The Boatman (1884) ganó una medalla de plata mientras Steele estudiaba en la Real Academia de Múnich.
- On the Muscatatuk (1886) fue seleccionado para aparecer en la Exposición Colombina Mundial en Chicago en 1893.
- Septiembre (1892) fue seleccionado para aparecer en la Exposición Colombina Mundial en Chicago en 1893.
- Bloom of the Grape (1893) recibió una mención de honor en la Exposición de París de 1900.
- November Morning (1904) fue seleccionado para aparecer en la Exposición de Compra de Luisiana en 1904 en Saint Louis.
- The Old Mills (1903) fue seleccionado para aparecer en la Exposición de Compra de Luisiana en 1904 en Saint Louis.
- La Nube recibió el premio Mary TR Foulke del Museo de Arte de Richmond (Indiana) en 1906.
- The Belmont Road, Late Autumn recibió el premio Mary TR Foulke del Richmond Art Museum en 1910.
- A March Morning recibió el premio Fine Arts Building en la exposición anual de la Decimocuarta Sociedad de Artistas Occidentales en 1909.
- Hill Country, condado de Brown, recibió el Premio Rector en la exposición Hoosier Salon en 1926.
- Benjamín Harrison (1900)
- Eli Lilly (1910)
- James Whitcomb Riley (1891)

### Colecciones públicas
- Art Museum of Greater Lafayette ( Lafayette, Indiana ): Invierno en el barranco
- David Owsley Museum of Art Ball State University ( Muncie, Indiana ): Tennessee Mountain Land y otras pinturas
- Haan Mansion Museum of Indiana Art ( Lafayette, Indiana ): numerosas pinturas
- Sociedad Histórica de Indiana (Indianápolis): Robert Mansur Wulsin
- Indiana Memorial Union (Universidad de Indiana, Bloomington): numerosas pinturas
- Museo del Estado de Indiana (Indianápolis): exposición pública con numerosos cuadros
- Museo de Arte de la Universidad de Indiana (Bloomington): numerosas pinturas
- Museo de Arte de Indianápolis : Village of Schliersee, Highlands y otras pinturas, así como obras en papel
- Museo de Arte del Condado de Los Ángeles : Luz solar, finales de verano
- Museo de Arte Maier en Randolph College ( Lynchburg, Virginia ): paisaje otoñal
- Hogar del presidente Benjamin Harrison (Indianápolis): Benjamin Harrison
- Museo de Arte de Richmond ( Richmond, Indiana ): en Whitewater Valley, cerca de Metamora, 1899
- Museo de Arte Swope ( Terre Haute, Indiana )
- Sitio histórico estatal TC Steele (condado de Brown, Indiana): numerosas pinturas